# Барбоса Уэрта, Мигель
Мигель Барбоса Уэрта (исп. Luis Miguel Gerónimo Barbosa Huerta, 30 сентября 1959, Синакатепек, Пуэбла — 13 декабря 2022, Мехико) — мексиканский политик, член Палаты депутатов (2000—2003), председатель Сената (2014—2015), губернатор штата Пуэбла (с 2019 года).

## Биография
Мигель Барбоса Уэрта родился в муниципалитете Синакатепек, штат Пуэбла, 30 сентября 1959 года и был третьим ребёнком из пяти детей. Первые десять лет своей жизни он провёл в родном городе, а затем с семьёй родителей переехал в город Теуакан.
С 1979 по 1983 год он изучал право в Национальном автономном университете Мексики. В 1982 году основал собственную юридическую фирму в Теуакане и работал в ней по 2000 год.
В июне 1994 года, во время президентской кампании кандидата от Партии демократической революции (PRD), Куаутемока Карденаса Солорсано, Барбоза решил открыто выразить свою заинтересованность во вступлении в ряды этой главной левой партии страны. Спустя годы его интенсивная политическая деятельность привела к тому, что он стал президентом Партии демократической революции в штате Пуэбла и стал членом национального совета партии в 1998 году, в котором оставался до 2000 года.
В 2000 году Барбоса Уэрта стал депутатом Конгресса Мексики от Партии демократической революции. Одной из его первых инициатив было изменение третьей статьи конституции Мексиканских Соединенных Штатов, с целью уточнить, что всё государственное образование (обучение), предоставляемое на различных уровнях и в различных формах, включая высшее в университетах и других автономных государственных учреждениях, должно быть свободным. 20 марта 2001 года он выступил с инициативой изменить седьмую статью закона о Генеральном конгрессе Мексиканских Соединенных Штатов, устанавливающую обязанность президента Республики слушать выступления парламентских групп во время доклада правительства.
8 апреля 2003 года Конгресс Союза одобрил его инициативу о принятии Федерального закона об электронной подписи и торговле, сообщении данных и услугах информационного общества, предложение, которое заключалось в установлении в мексиканскую систему необходимых гарантий для содействия развитию электронной коммерции и услуг, предлагаемых через Интернет, в соответствии с надежной правовой базой как для поставщиков услуг, так и для пользователей.
Другим его предложением было внесение изменений в ряд статей конституции Мексиканских Соединенных Штатов с точки зрения президентского вето, инициатива, одобренная обеими палатами Конгресса Союза и опубликованная в Официальном бюллетене Мексиканских Соединенных Штатов 17 августа с 2011 года.
С 2002 по 2005 год он занимал должность генерального секретаря Национальной комиссии по гарантиям и надзору PRD. Он возглавил парламентский отдел Национального исполнительного комитета под председательством Леонеля Кота Монтаньо. Он был членом Политической комиссии Национального управления во время президентства Хесуса Ортеги Мартинеса в 2008 году.
Политическое движение «Новые левые» выбрало его своим национальным координатором, и эту роль он исполнял с 2008 по 2012 год. В этот период он активно участвовал в выборе кандидатур этого политического института для избрания. Как национальный лидер «Новых левых», он брал на себя задачу организовать членов и государственных лидеров этого политического движения по всей стране, чтобы сохранить силу и большинство в PRD.
В 2012 году он был избран главой национального списка в Сенат Республики от PRD, должность, которую он получил после голосования на федеральных выборах, состоявшихся 1 июля того же года. 14 августа 2012 г. фракция PRD в Сенате назначила Мигеля Барбозу координатором Законодательного собрания, и он занимал эту должность до 13 марта 2017 г., когда ушёл в отставку.
Заручившись поддержкой сенаторов от всех политических сил, 31 августа 2014 года Мигель Барбоса Уэрта был избран Председателем Сената Республики на период с 1 сентября 2014 г. по 31 августа 2015 г. Это стало беспрецедентным в истории Мексики: левая партия одновременно возглавила Сенат и Палату депутатов.
23 октября 2017 г. движение под руководством Андреса Мануэля Лопеса Обрадора назначило Мигеля Барбозу координатором Движения национального возрождения в штате Пуэбла после ознакомления с результатами опроса, проведенного этим политическим институтом.
Барбоса Уэрта был кандидатом от Движения национального возрождения на пост губернатора Пуэблы от коалиции Juntos Haremos Historia на выборах в штате Пуэбла 2018 года, на которых Марта Эрика Алонсо из Партии национального действия стала победителем, набрав 38 % голосов против 34 %., полученных Барбосой. А на внеочередных выборах в штате Пуэбла Барбоса Уэрта одержал победу, набрав в общей сложности 44 % голосов.
После смерти губернатора Пуэблы Марты Эрики Алонсо в декабре 2018 года на лето 2019 года были назначены внеочередные выборы. Барбоса победил, набрав 44,6 % голосов в свою пользу (682 245 голосов) против 33,23 % голосов, полученных его ближайшим соперником Энрике Карденасом Санчесом из коалиции Партии действия, Демократическая революция (PRD) и Гражданское движение (MC). Хотя название коалиции, поддержавшей Барбозу Уэрту, носило то же название, что и на выборах 2018 года «Вместе мы сделаем историю», в этом случае его поддержали Лейбористская партия (PT) и Партия зеленых экологов Мексики (PVEM). Учитывая высокий уровень воздержавшихся, который был близок к 70 %, Барбоса Уэрта стал бы губернатором этого штата с наименьшей народной поддержкой за последние два десятилетия. 1 августа 2019 г. официальный представитель губернатора в Metropolitan Auditorium, обвинил штат Пуэбла в том, что его долг превышает 44 миллиарда песо, которые оставило правительство Рафаэля Морено Валле Росаса.
В ноябре 2013 года личная неосторожность при диабете, которым страдал Барбоса Уэрта, поставила его жизнь под угрозу. Инфекция в его правой ноге вызвала сепсис, в результате чего в конце того же года ему ампутировали эту конечность. После этого инцидента, поставившего под угрозу его жизнь, он активно выступал за формирование среди мексиканцев культуры профилактики и лечения болезней, поражающих население, особенно диабета. Его противники утверждали, что из-за проблем со здоровьем он не сможет выполнять свои обязанности, однако с начала января 2014 года, после выздоровления, Барбоса Уэрта продолжил свою законодательную деятельность в качестве координатора парламентской группы Демократической партии революции .
13 декабря 2022 года Барбоза был госпитализирован в Национальный институт кардиологии CDMX, где он скончался в тот же день от сердечного приступа, об этом сообщил президент Мексики Андрес Мануэль Лопес Обрадор в Twitter. Барбоза стал вторым губернатором, умершим при исполнении служебных обязанностей за последние четыре года.
На следующий день проходили мероприятия памяти; на последнем из них, проходившем в Casa Aguayo, присутствовал президент Лопес Обрадор. 15 декабря 2022 года его тело было перевезено в Теуакан, штат Пуэбла, в соборе которого прошла панихида, после чего он был похоронен в муниципальном пантеоне Теуакана.
Большую известность получил инцидент, произошедший через несколько недель после того, как он стал губернатором Пуэблы. Во время правительственного доклада муниципального президента Уэхоцинго, Анхелы Альварадо, Барбоса Уэрта заявил, что Марта Эрика Алонсо и Рафаэль Морено Валле «украли» выборы в штате 2018 года и что авиакатастрофа, в которой они погибли в декабре того же года была «наказанием от Бога», прямо имён всех им вышеперечисленных он не называл.
Политики из PAN, партии, к которой принадлежали Алонсо и Морено Валле, раскритиковали эти заявления, указав, что они прискорбны и глупы. Через социальную сеть Twitter сенаторы сообщили: «Мы сожалеем, что Барбоза выдвигает эти обвинения против Марты Эрики Алонсо и Рафаэля Морено Валле», когда правительство Морены не смогло объяснить падение вертолёта на губернатора и наш координатор путешествовал"
Согласно заявлениям Барбозы в его бытность на посту губернатора Пуэблы, с 2023 года планировалось сделать проезд через штат всех транспортных средств с иностранными номерными знаками платным : любой, кто пересекает штат, будет вынужден оформлять «туристический пропуск» или «государственный пропуск», что является нарушением статьи 11 Конституции Мексики, которая гласит: «Каждый человек имеет право въезжать в Республику, выезжать из неё, передвигаться по её территории и менять место жительства без необходимости наличия гарантийного письма, паспорта, охранной грамоты или других подобных требований».

## Личная жизнь
Барбоса Уэрта был женат на Марии дель Росарио Ороско Кабальеро, от которой у него было двое детей: Мигель и Мария дель Росарио.